# Norweskie Muzeum Ludowe
Norweskie Muzeum Ludowe (nor. Norsk Folkemuseum) – muzeum i skansen, jeden z największych w Europie i jedna z największych atrakcji Oslo, położony na półwyspie Bygdøy.
Zostało założone 19 grudnia 1894 roku, znajduje się w nim 155 budynków, położonych na 140 tys. m², a powierzchnia wewnętrzna budynków wynosi 27 tys. m². W skansenie zgromadzono eksponaty z norweskich wsi i miast, głównie z okresu od XVII do XIX wieku, jednak są obiekty starsze, jak kościół klepkowy Gol stavkirke, który powstał około 1212 roku.
Budynki pogrupowane są według regionów, jest też rekonstrukcja terenu miejskiego – przeniesiono tutaj kamienice ze sklepami, warsztatami i mieszkaniami, a także dawną stację benzynową.
Latem w skansenie odbywają się imprezy, poszczególne sektory ożywają – w warsztatach pracują rzemieślnicy, w zagrodach pojawiają się zwierzęta. Urządzane są wystawy czasowe i stałe, m.in. poświęcone życiu Samów.
Skansen jest otwarty dla turystów przez 360 dni w roku.

## Galeria

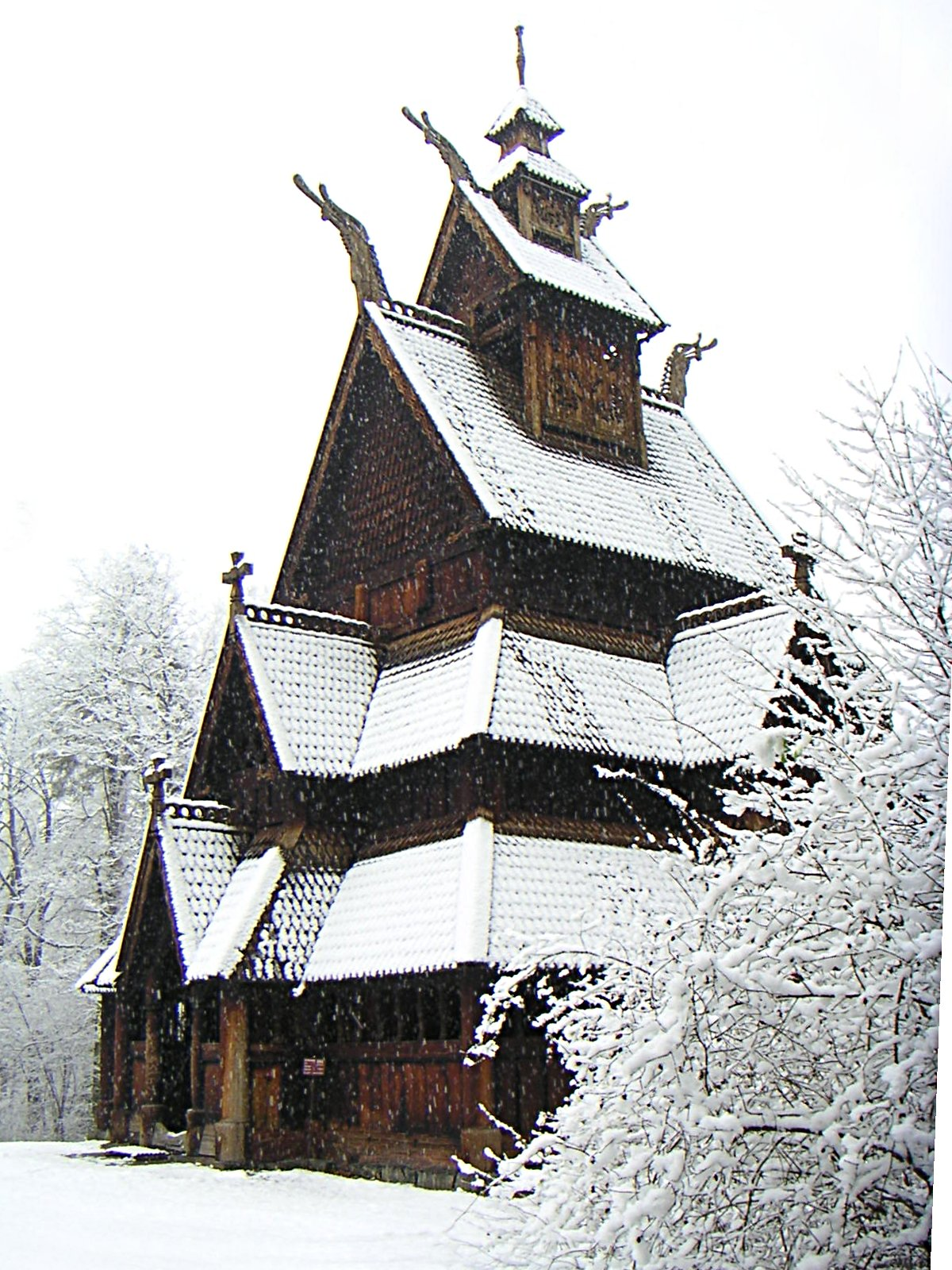
Kościół klepkowy zimą
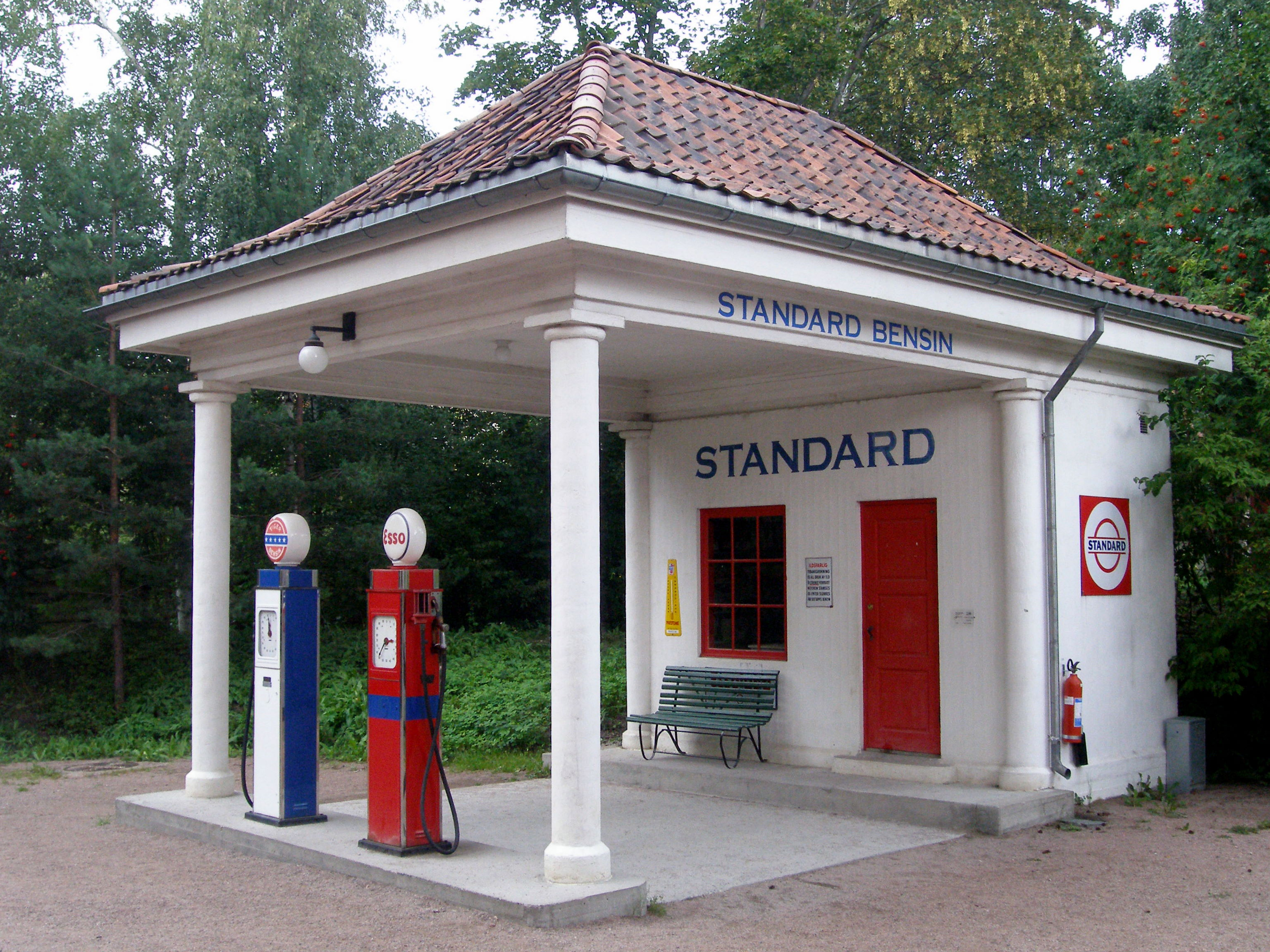
Stacja benzynowa
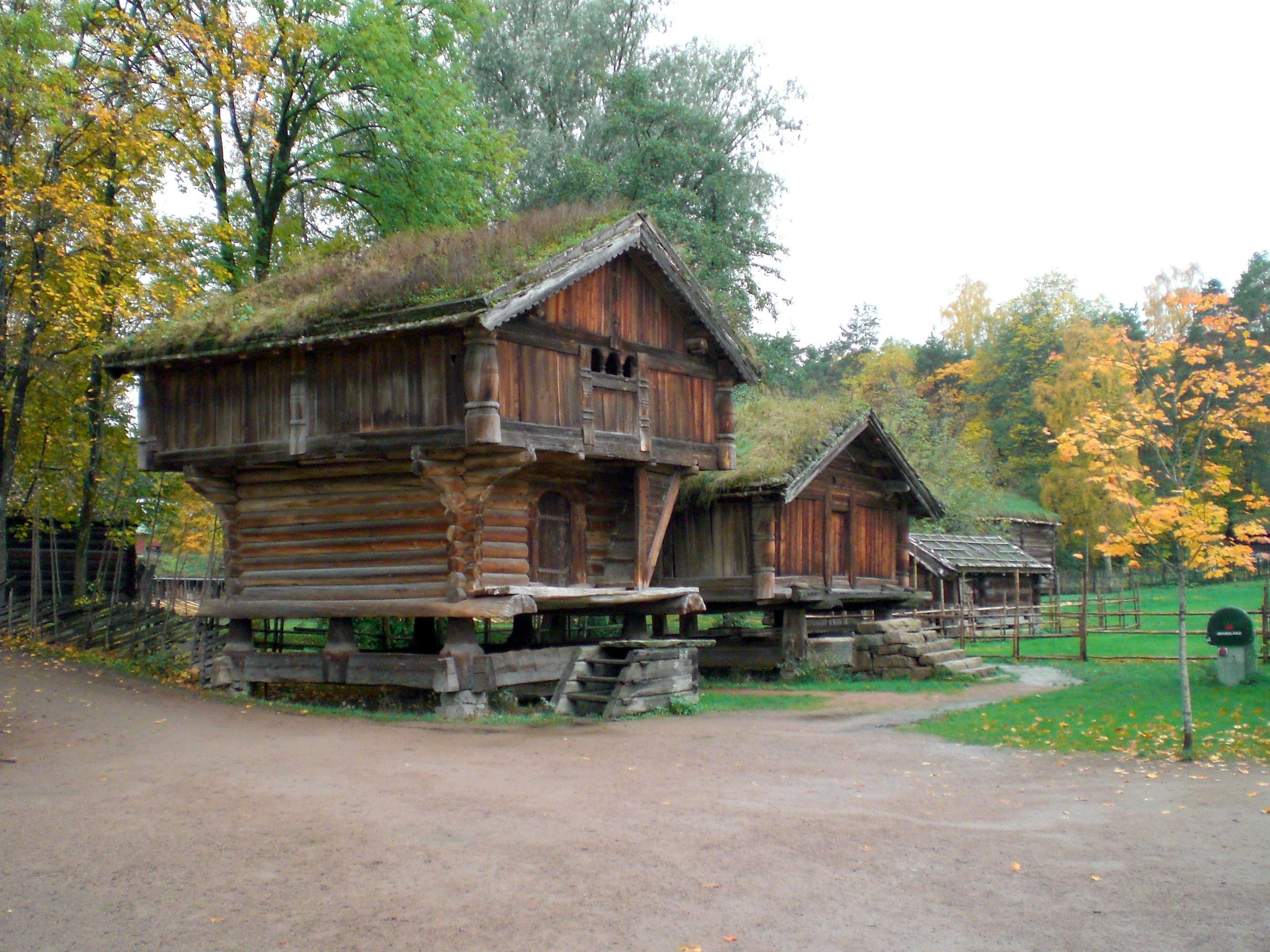
Budynki z regionu Telemark
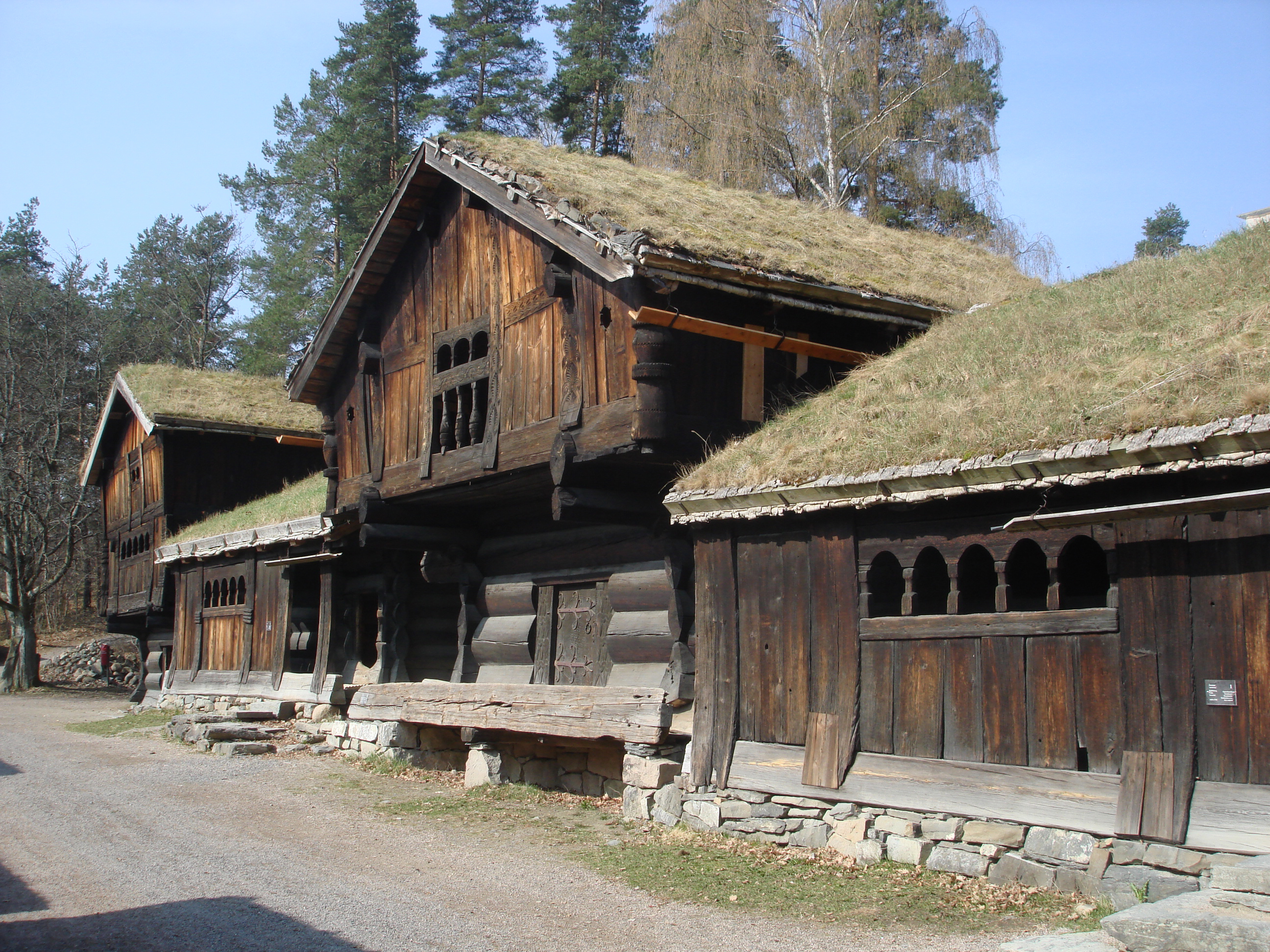
Gospodarstwo z Setesdal
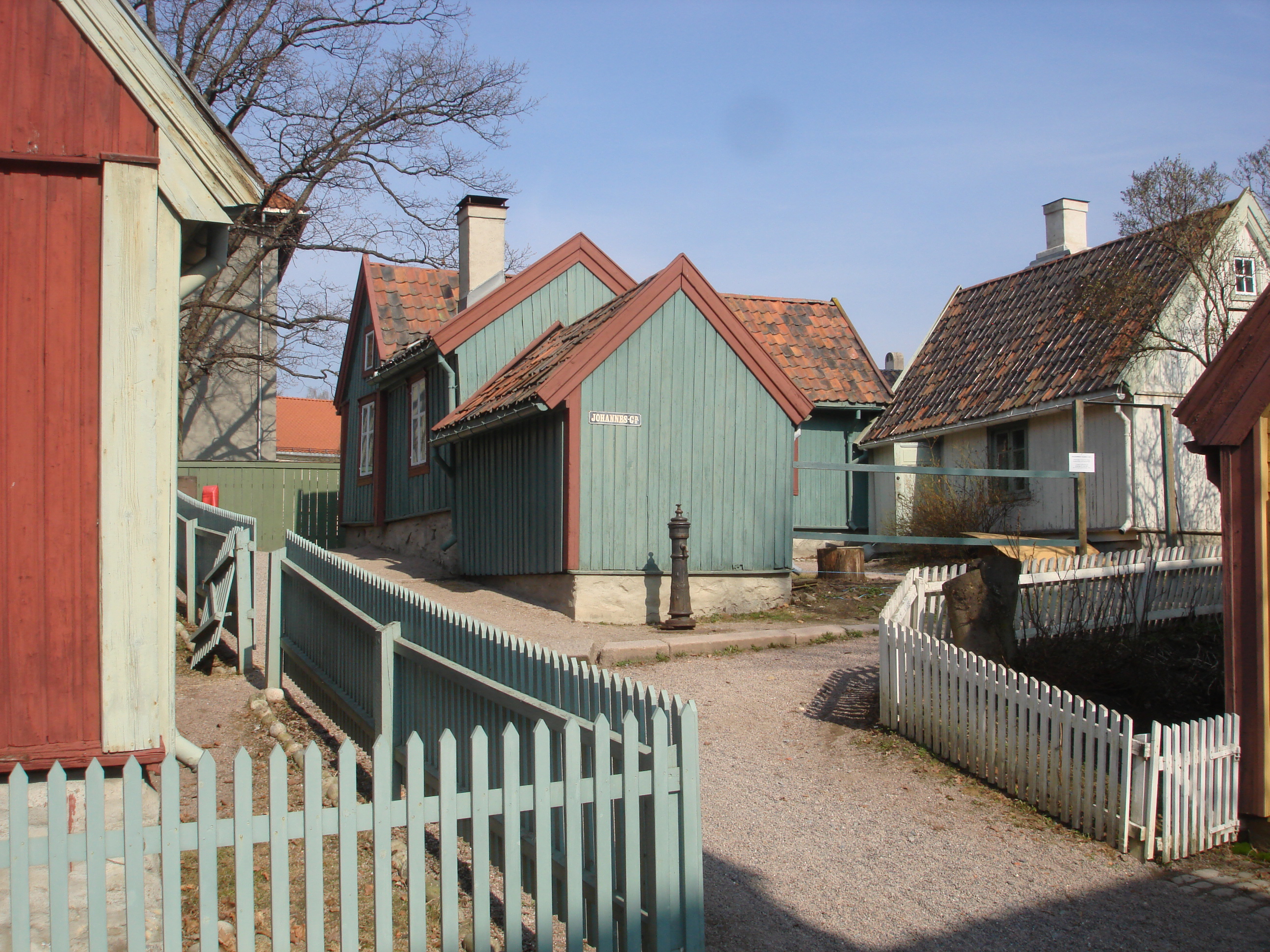
Domy z dawnych przedmieść Christianii (Oslo)
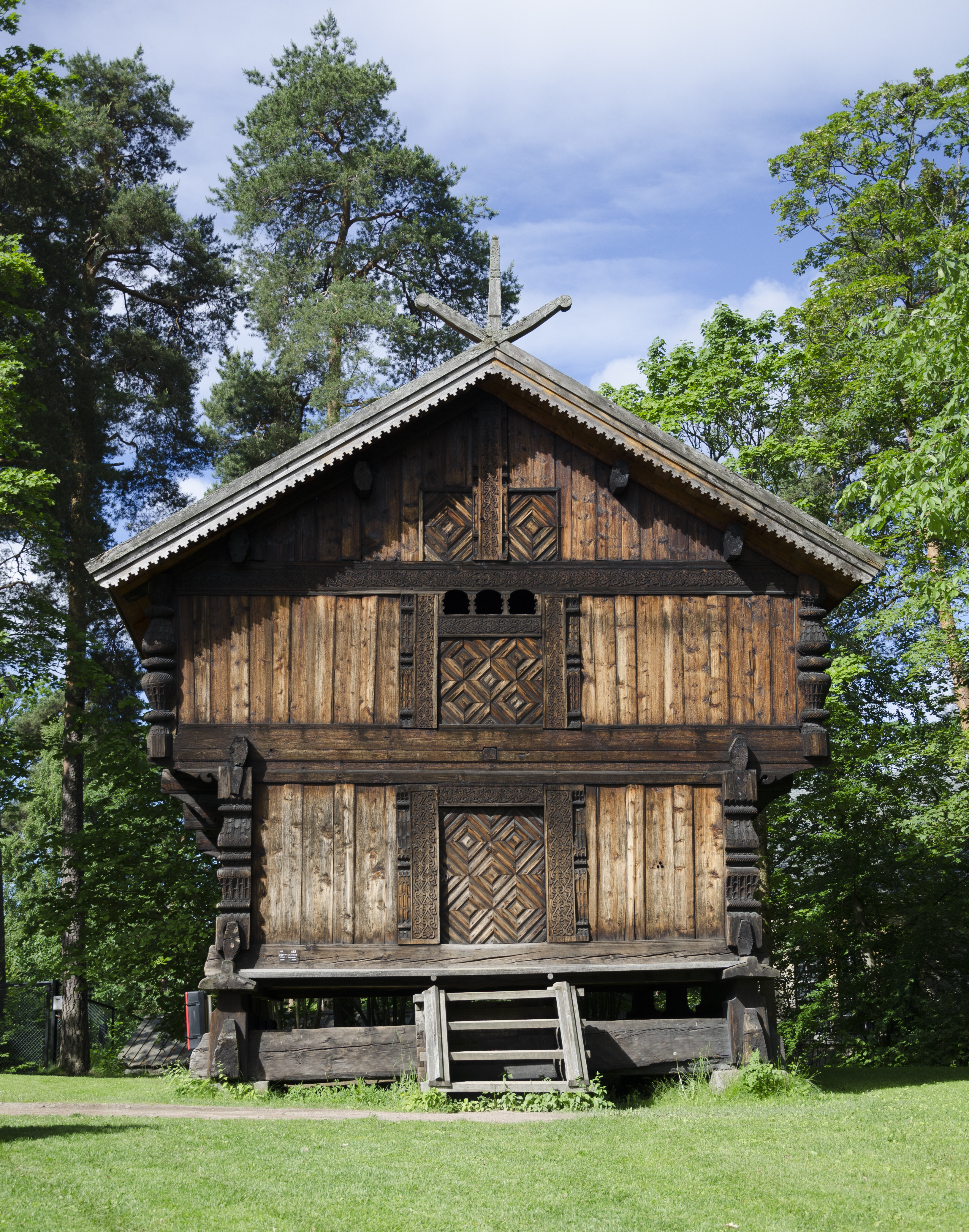
Budynek gospodarczy z regionu Telemark